# John Neville Keynes
John Neville Keynes (Salisbury, 31 de agosto de 1852 – Cambridge, 15 de novembro de 1949) foi um economista inglês e pai de John Maynard Keynes.

## Vida
Nascido em Salisbury, Wiltshire, ele era filho do Dr John Keynese  e de Anna Maynard Neville.  Foi educado em Amersham Hall School, University College London, Pembroke College e Cambridge, nesta última se tornou sócio em 1876.  Foi crítico da ciência moral de 1883 até 1911.  Foi eleito como Escrivão em 1910, e continuou no cargo até 1925.
Ele dividiu a economia entre "economia positiva" (o estudo do que é economia,  e quais são suas aplicações), "economia normativa " (o estudo sobre o que ela se tornará, ou seja, o futuro da economia), e a  "arte da economia" (economia aplicada ou economia avançada). Na "arte da economia", as lições aprendidas na "economia normativa" e os seus objetivos são os que determinam o que realmente é "economia normativa" (pois são as ações dessa classe de economia que determina o realmente ela é) . O que ele quis foi sintetizar razão dedutiva e razão indutiva como soluções para o "Methodenstreit".  Seus principais trabalhos são:
- Studies and Exercises in Formal Logic (Estudos e exercícios na lógica formal - 1884)
- The Scope and Method of Political Economy (1891)

Casou-se com Florence Ada Brown (que mais tarde se tornou prefeita de Cambridge). Teve dois filhos e uma filha:
- John Maynard Keynes (1883-1946), o economista;
- Geoffrey Keynes (1887-1982), um cirurgião;
- Margaret Neville Keynes (1890-1974), que se casou com Archibald Hill (Vencedor do prêmio nobel de fisiologia de 1922) em 1913.

Ele representou a Universidade de Cambridge seis vezes na partida anual de xadrez contra a Universidade de Oxford e é o co-detentor do recorde de mais partidas em ambos os lados.
Morreu aos 97 anos de vida.